# Тоде Цветков
Тоде Цветков (Цветанов) е български революционер от Вътрешната македоно-одринска революционна организация.

## Биография
Тоде Цветков е роден през 1879 година в скопското село Долно Лисиче, тогава в Османската империя, днес в Северна Македония. Присъединява се към ВМОРО и действа като куриер в Скопски революционен окръг. През 1905 година се прехвърля в България, а в началото на следващата година влиза в Македония като четник при Васил Аджаларски. Загива в сражение с турски аскер край Къркля на 8 януари 1906 година.